# Melinaea mneme
Melinaea mneme is een vlinder uit de familie Nymphalidae. De wetenschappelijke naam is gepubliceerd in 1764 door Carl Linnaeus.